# Condado de Évoramonte
El título de  conde de Évoramonte fue creado el de 2 de octubre de 1797 por la reina María I de Portugal en favor del primer ministro español Manuel de Godoy, Príncipe de la Paz. Se trata de uno de los escasos títulos nobiliarios portugueses que pueden ser sucedidos (muchos eran vitalicios) y además por línea femenina a falta de varón (lo que era común en España pero extraordinario en Portugal) y que además tiene la cualidad de Honras de Parente, es decir Honras e Título de Parente da Casa Real que viene a equiparar a sus poseedores con las  preeminencias y protocolo de los miembros de la familia Real.
Godoy ostentó también el título de Príncipe de la Paz con el tratamiento de Alteza Serenísima le fue otorgado en 1795 por el rey Carlos IV, y le sería expropiado en 1808 por el rey Fernando VII. Se trata de uno de los pocos títulos de príncipe en la nobiliaria española, ya que el título de príncipe solo se da al sucesor de la Corona, que es príncipe de Asturias, de Gerona y de Viana. Se volvió a crear otro título de príncipe por la reina Isabel II para el general liberal y regente don Baldomero Espartero, al que se le instituyó vitaliciamente "príncipe de Vergara". 
Se le otorgó por el papa el título de príncipe de Bassano, título que obtuvo Manuel Godoy tras adquirir el feudo italiano de Bassano di Sutri, situado entre Roma y Viterbo, durante su largo exilio en Roma.
Manuel Godoy y Álvarez Faria consiguió, del rey Carlos IV, la concesión para su hermano Diego Godoy y Álvarez Faria el Ducado de Almodóvar del Campo, aunque este no tuvo descendientes que lo hubieran podido suceder.
Anteriormente a tales títulos, Manuel Godoy, obtuvo el título previo de "Marqués de Álvarez", extinguido cuándo alcanzó sus ducados. Por esa razón sus sucesores no ostentan este título nobiliario.
A caballo entre los títulos y los cargos, Manuel Godoy ostentó el de "Señor de Soto de Roma". No se trata propiamente de un título nobiliario, sino que hace referencia a su potestad semifeudal sobre la propiedad rústica del mismo nombre sita en Romilla, municipio de Chauchina, provincia de Granada. De modo parecido Godoy fue "Señor de la Albufera" o "Señor de Albalá", lo que hace referencia no tanto a títulos nobiliarios sobre tales lugares, como a derechos de propiedad y censitarios sobre los mismos. De hecho estos "Estados" fueron comprados o permutados a la Corona por Godoy. Caso parecido las inmensas propiedades en la Real Dehesa de la Serena (Badajoz) apropiadas para el agostadero de la cabaña ovina, adquiridas por Godoy, con autorización de la Corona, que conllevaban lo que hoy día nos parecen extraños privilegios, como el derecho a cobrar peajes, pontonazgos y derechos de paso de ganados sobre los ríos Guadiana y Zújar en la localidad de Esparragosa de Lares (Badajoz) y otras. 
Por último, sus cargos en la Orden Militar de Santiago, también le conferían potestades semifeudales y de contenido económico en zonas de Badajoz como Aceuchal, Puebla del Prior o Ribera del Fresno. 
Por tanto, cargos y títulos tenían por entonces un contenido económico y jurisdiccional del que hoy día carecen.

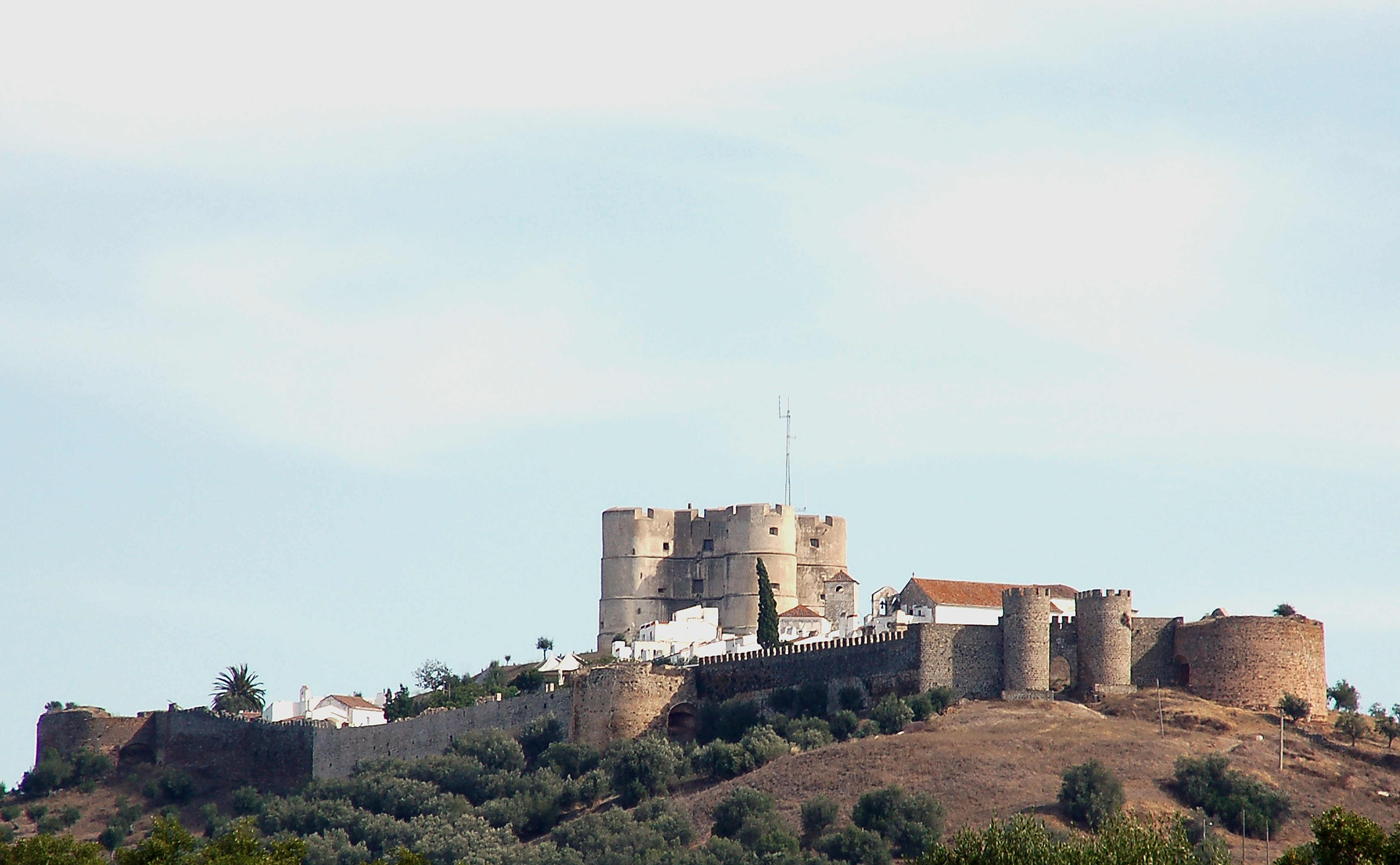
Évoramonte

En sentido del otorgamiento del Ducado de Sueca a Manuel Godoy está íntimamente unido a la riqueza que a su poseedor otorgaba la parte de los derechos de pesca en la albufera de Valencia que correspondía al Señor de la Albufera. La hija de Manuel Godoy, Carlota Godoy, litigó hasta finales del siglo XIX contra el Ayuntamiento de Sueca para evitar la extinción de estos derechos señoriales.
Manuel Godoy era de origen suficientemente noble como para ingresar en la Real Guardia de Corps. Pero esta nobleza y su pareja riqueza no fueron suficientes cuando la magnanimidad del Rey comenzó a encumbrarle a mayores cargos. Su ascenso fue paralelo en riqueza (con la adquisición de los Estados mencionados) nobleza (adquisición de títulos de Alteza Serenísima, príncipe y dos ducados con Grandeza de España de 1ª clase, esposo y yerno de Infante/a de España) administrativa (primer ministro, secretario de Estado, presidente del Consejo) y Militar (mariscal, generalísimo, gran almirante). 
Esta gran riqueza e importancia eran condición indispensable para ostentar el gobierno sobre unos súbditos-magnates de enormes riquezas y alianzas genealógicas y familiares. Con este encumbramiento (Godoy emparenta con la familia real) el príncipe de la Paz puede alcanzar un prestigio que le permite imponerse a la alta nobleza. Pero no le hará inmune a la ira de la aristocracia.
No olvidemos que el Motín de Aranjuez no fue un motín popular sino un motín instado por la alta nobleza palaciega hacia el advenedizo Manuel. 
Liquidado Manuel, una corte de nobles y Espadones gobernó a su antojo el siglo XIX español.

## Titulares
|                                                                           | Titular                          | Periodo                          |
| Creación por Maria I de Portugal                                          | Creación por Maria I de Portugal | Creación por Maria I de Portugal |
| ------------------------------------------------------------------------- | -------------------------------- | -------------------------------- |
| I                                                                         | Manuel Godoy y Álvarez-Faria     | 1797-1851                        |
| II                                                                        | Carlota Luisa de Godoy y Borbón  | 1851-1886                        |
| III                                                                       | Adolfo Ruspoli y Godoy           | 1886-1914                        |
| Certificado del 6 de julio de 2023 del Instituto de la Nobleza Portuguesa |                                  |                                  |
| VII                                                                       | Luis Carlos Rúspoli y Sanchiz    | 2023                             |

## Historia de los condes de Évoramonte

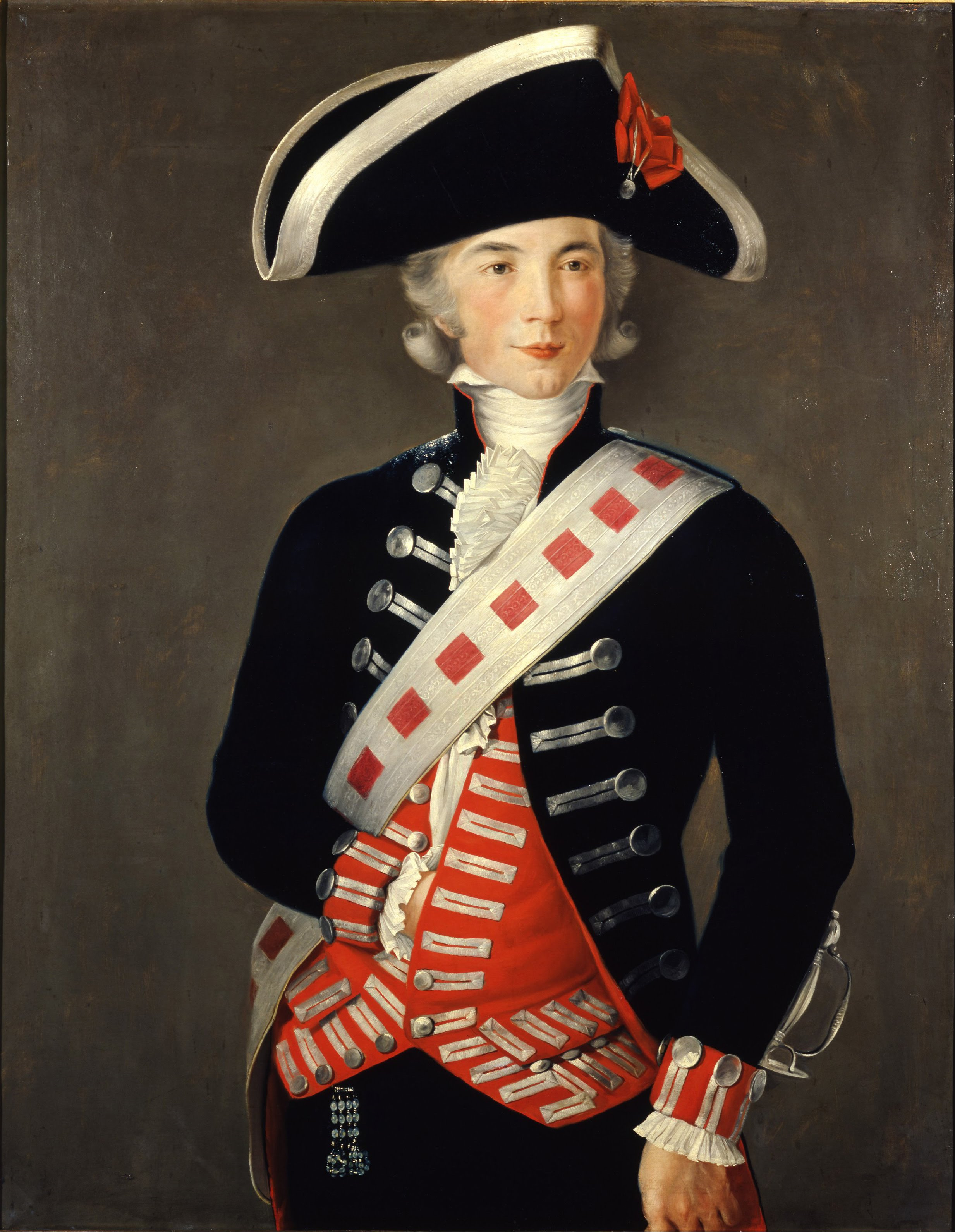
Manuel Godoy y Álvarez de Faria. I Conde

- I Conde: Manuel Godoy y Álvarez-Faria, primer ministro de Carlos IV, fue creado I duque de Sueca, aunque ya había sido nombrado I duque de la Alcudia, I barón de Mascalbó y primer y último Príncipe de la Paz. También fue el I Principe di Bassano (pontificio).

1. Caso con: María Teresa de Borbón y Vallabriga, XV condesa de Chinchón, hija del Cardenal-Infante, Don Luis de Borbón y Farnesio y María Teresa Vallabriga y Rozas, de la que vivió separado a partir de 1808. Al enviudar en 1828, pudo casarse con quién había mantenido relaciones desde joven:
2. Josefa Tudó, más conocida por Pepita Tudó, que fue creada I condesa de Castillo Fiel, para que pudieran heredar un título sus descendientes, ya que todos los títulos de Manuel Godoy eran para los hijos de este y de su primera esposa.

Sucedió, de su primer matrimonio, su hija:

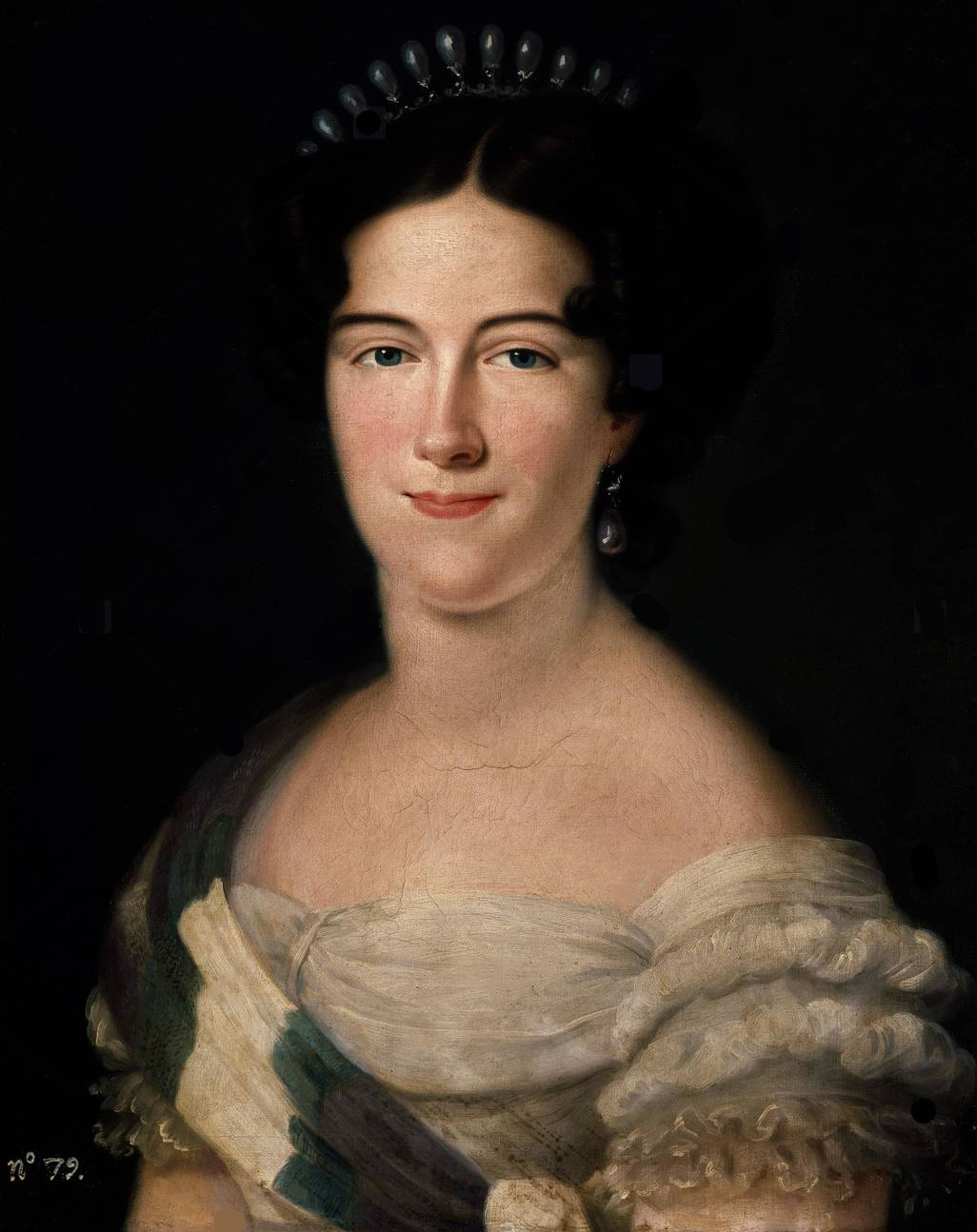
Carlota de Godoy y Borbón. II Condesa

- II Condesa: Carlota Luisa de Godoy y Borbón, que fue además de II duquesa de Sueca, I marquesa de Boadilla del Monte, XVI condesa de Chinchón

1. Casó con el príncipe romano, Camilo Ruspoli, hijo de Francesco Ruspoli, Príncipe de Cerveteri y de la condesa María Leopoldina de Khevenhüller-Mestz.

Le sucedió su hijo:
- III Conde: Adolfo Ruspoli y Godoy , II duque de la Alcudia.
  1. Casó con Rosalía de Toledo y Silva, hija de Pedro Alcántara de Álvarez de Toledo y Palafox, Pérez de Guzmán el Bueno, XVII duque de Medina Sidonia, XIII marqués de Villafranca del Bierzo y de Joaquina de Silva y Téllez-Girón, de los X marqueses de Santa Cruz.

Con el fin de la monarquía portuguesa en 1910 los títulos nobiliarios fueron suprimidos en Portugal
Línea del tercer titular
• Carlos Rúspoli y Álvarez de Toledo, (1858-1936) , III duque de la Alcudia, III duque de Sueca XVII conde de Chinchón,.
1. Casó con Carmen Caro Caro, de los marqueses de la Romana.

• Camilo Carlos Rúspoli y Caro, IV duque de Sueca y IV de la Alcudia, XVIII conde de Chinchón, V marqués de Boadilla del Monte.
1. Casó con Belén Morenés y Arteaga, XVIII condesa de Bañares.

• Carlos Oswaldo Rúspoli y Morenés (1932-2016), v duque de Sueca y v de la Alcudia, xix conde de Chinchón.
1. Casó con María del Rosario Herbosch y Huidobro. Sin descendencia.

Actual titular
Por certificado del 6 de julio de 2023 del Instituto de la Nobleza Portuguesa, que es una  asociación portuguesa de derecho privado, se reconoce como VII Conde a:
• Luis Carlos Ruspoli y Sanchiz, vi duque de Sueca, xx conde de Chinchón.

## Árbol genealógico
| Manuel Godoy y Álvarez de Faria, i duque de la Alcudia i conde de Évoramonte (1767-1851)  |                                                                                 |                                                                                 |                                                                                 |                                                                                 |                                                                                 |  |  |  |  |                                                                                    |                                                                              |                                                                              |                                                                              |                                                                              |                                                                              |  |  |  |  |  |  |  |  |  |  |
|                                                                                           |                                                                                 |                                                                                 |                                                                                 |                                                                                 |                                                                                 |  |  |  |  |                                                                                    |                                                                              |                                                                              |                                                                              |                                                                              |                                                                              |  |  |  |  |  |  |  |  |  |  |
| Carlota Luisa de Godoy y Borbón, ii duquesa de Sueca ii condesa de Évoramonte (1800-1886) |                                                                                 |                                                                                 |                                                                                 |                                                                                 |                                                                                 |  |  |  |  |                                                                                    |                                                                              |                                                                              |                                                                              |                                                                              |                                                                              |  |  |  |  |  |  |  |  |  |  |
|                                                                                           |                                                                                 |                                                                                 |                                                                                 |                                                                                 |                                                                                 |  |  |  |  |                                                                                    |                                                                              |                                                                              |                                                                              |                                                                              |                                                                              |  |  |  |  |  |  |  |  |  |  |
| Adolfo Ruspoli y Godoy, ii duque de la Alcudia iii conde de Évoramonte (1822-1914)        |                                                                                 |                                                                                 |                                                                                 |                                                                                 |                                                                                 |  |  |  |  |                                                                                    |                                                                              |                                                                              |                                                                              |                                                                              |                                                                              |  |  |  |  |  |  |  |  |  |  |
|                                                                                           |                                                                                 |                                                                                 |                                                                                 |                                                                                 |                                                                                 |  |  |  |  |                                                                                    |                                                                              |                                                                              |                                                                              |                                                                              |                                                                              |  |  |  |  |  |  |  |  |  |  |
| Carlos Ruspoli y Álvarez de Toledo, iii duque de Sueca (1858-1936)                        |                                                                                 |                                                                                 |                                                                                 |                                                                                 |                                                                                 |  |  |  |  |                                                                                    |                                                                              |                                                                              |                                                                              |                                                                              |                                                                              |  |  |  |  |  |  |  |  |  |  |
|                                                                                           |                                                                                 |                                                                                 |                                                                                 |                                                                                 |                                                                                 |  |  |  |  |                                                                                    |                                                                              |                                                                              |                                                                              |                                                                              |                                                                              |  |  |  |  |  |  |  |  |  |  |
| Camilo Carlos Adolfo Rúspoli y Caro, iv duque de Sueca (1904-1975)                        |                                                                                 |                                                                                 |                                                                                 |                                                                                 |                                                                                 |  |  |  |  |                                                                                    |                                                                              |                                                                              |                                                                              |                                                                              |                                                                              |  |  |  |  |  |  |  |  |  |  |
|                                                                                           |                                                                                 |                                                                                 |                                                                                 |                                                                                 |                                                                                 |  |  |  |  |                                                                                    |                                                                              |                                                                              |                                                                              |                                                                              |                                                                              |  |  |  |  |  |  |  |  |  |  |
|                                                                                           |                                                                                 |                                                                                 |                                                                                 |                                                                                 |                                                                                 |  |  |  |  |                                                                                    |                                                                              |                                                                              |                                                                              |                                                                              |                                                                              |  |  |  |  |  |  |  |  |  |  |
| Carlos Oswaldo Rúspoli y Morenés, v duque de Sueca (1932-2016) Sin descendencia           | Carlos Oswaldo Rúspoli y Morenés, v duque de Sueca (1932-2016) Sin descendencia | Carlos Oswaldo Rúspoli y Morenés, v duque de Sueca (1932-2016) Sin descendencia | Carlos Oswaldo Rúspoli y Morenés, v duque de Sueca (1932-2016) Sin descendencia | Carlos Oswaldo Rúspoli y Morenés, v duque de Sueca (1932-2016) Sin descendencia | Carlos Oswaldo Rúspoli y Morenés, v duque de Sueca (1932-2016) Sin descendencia |  |  |  |  | Luis Adolfo Rúspoli y Morenés, vii marqués de Boadilla del Monte (1933-2011)       | Luis Adolfo Rúspoli y Morenés, vii marqués de Boadilla del Monte (1933-2011) | Luis Adolfo Rúspoli y Morenés, vii marqués de Boadilla del Monte (1933-2011) | Luis Adolfo Rúspoli y Morenés, vii marqués de Boadilla del Monte (1933-2011) | Luis Adolfo Rúspoli y Morenés, vii marqués de Boadilla del Monte (1933-2011) | Luis Adolfo Rúspoli y Morenés, vii marqués de Boadilla del Monte (1933-2011) |  |  |  |  |  |  |  |  |  |  |
| Carlos Oswaldo Rúspoli y Morenés, v duque de Sueca (1932-2016) Sin descendencia           | Carlos Oswaldo Rúspoli y Morenés, v duque de Sueca (1932-2016) Sin descendencia | Carlos Oswaldo Rúspoli y Morenés, v duque de Sueca (1932-2016) Sin descendencia | Carlos Oswaldo Rúspoli y Morenés, v duque de Sueca (1932-2016) Sin descendencia | Carlos Oswaldo Rúspoli y Morenés, v duque de Sueca (1932-2016) Sin descendencia | Carlos Oswaldo Rúspoli y Morenés, v duque de Sueca (1932-2016) Sin descendencia |  |  |  |  | Luis Adolfo Rúspoli y Morenés, vii marqués de Boadilla del Monte (1933-2011)       | Luis Adolfo Rúspoli y Morenés, vii marqués de Boadilla del Monte (1933-2011) | Luis Adolfo Rúspoli y Morenés, vii marqués de Boadilla del Monte (1933-2011) | Luis Adolfo Rúspoli y Morenés, vii marqués de Boadilla del Monte (1933-2011) | Luis Adolfo Rúspoli y Morenés, vii marqués de Boadilla del Monte (1933-2011) | Luis Adolfo Rúspoli y Morenés, vii marqués de Boadilla del Monte (1933-2011) |  |  |  |  |  |  |  |  |  |  |
|                                                                                           |                                                                                 |                                                                                 |                                                                                 |                                                                                 |                                                                                 |  |  |  |  | Luis Carlos Ruspoli y Sanchiz, vi duque de Sueca vii conde de Évoramonte (n. 1963) |                                                                              |                                                                              |                                                                              |                                                                              |                                                                              |  |  |  |  |  |  |  |  |  |  |